# Abdurrahman Wahid
Abdurrahman Wahid, ook bekend als Gus Dur (Jombang, Oost-Java, 7 september 1940 - Jakarta, Indonesië, 30 december 2009), was de vierde president van Indonesië, in de periode 1999-2001 en de leider van de Partai Kebangkitan Bangsa (PKB, de Partij van het Nationale Ontwaken), de partij die hij oprichtte na de val van Soeharto.
Een verre voorouder van Wahid was Chinees. Deze heette Chen Jinhan (陈金汉) en was een islamitische stamoudste. De jiaxiang van Chen was in Fujian, Quanzhou, Pujiang, Shichun (福建省泉州市晋江市仕春村). Deze voorouder van Wahid kwam in 1417 op een vloot van Zheng He naar Surabaya om mensen te bekeren tot de islam. Dat was tijdens de vijfde keer dat Zheng He een verre reis ging maken. De vader van Wahid was Wahid Hasjim, de eerste minister van godsdienst van Indonesië. Zijn moeder heette Siti Sholehah.
Wahid overleed in het Cipto Mangunkusomo-ziekenhuis (voorheen: Centrale Burgerlijke Ziekeninrichting) te Jakarta en werd met staatseer begraven in zijn geboorteplaats Jombang op Oost-Java.

## Politieke carrière
Voordat Wahid door het parlement van Indonesië gekozen werd als president, was hij een gerespecteerd geestelijke en leider van de Nahdlatul Ulama. Door een ernstige ziekte en na beschuldigingen van corruptie werd hij in juli 2001 afgezet en opgevolgd door Megawati Soekarnoputri.
Hoewel het erop leek dat hij weinig aandacht schonk aan regeringsthema's, slaagde hij erin vele aspecten van het bestuur van Indonesië te decentraliseren. Hij trok ook vele wetten in die de etnische Chinezen van Indonesië discrimineerden en gaf zelfs toe dat zijn grootmoeder van moederskant gedeeltelijk Chinees was. 
President Wahid werd sterk gehinderd door hoge militairen, extreme moslimleiders en krachten uit de tijd van Suharto, die tegen hem samenspanden. Zelf was hij wispelturig en weinig koersvast en zijn economische beleid leidde tot hoge inflatie en lage groeicijfers. Toen het parlement in 2001 een afzettingsprocedure tegen hem startte, vroeg hij steun aan minister van veiligheid Susilo Bambang Yudhoyono voor het uitroepen van de noodtoestand. Toen deze weigerde, ontsloeg Wahid hem. Op 23 juli 2001 werd hij zelf door het parlement uit zijn ambt ontheven. 
Wahid stond bekend als een gematigd islamitisch geestelijke en het is bekend dat de Nahdlatul Ulama, van oudsher geleid door familieleden, vaak heeft samengewerkt met andere religieuze groeperingen in Indonesië. Hij stond bekend als een eerlijk man en een goed spreker en wordt door de meeste Indonesiërs erg gerespecteerd.
In oktober 2005 kwam Wahid in het nieuws, omdat hij in een interview met het Australische televisieprogramma Dateline onomwonden verklaarde dat de Indonesische overheid rechtstreeks betrokken was bij het voorbereiden van de aanslagen van 12 oktober 2002 op de Sari Club in Bali.